# گمینا اوشچنا (استان پومرانی)
گمینا اوشچنا (استان پومرانی) (به لهستانی:  Gmina Osieczna) یک گمینا در لهستان است که در شهرستان استاروگارد واقع شده‌است. گمینا اوشچنا ۱۲۳٫۲۶ کیلومتر مربع مساحت و ۲٬۷۹۶ نفر جمعیت دارد.